# Переломы рёбер
Перело́мы рёбер — нарушения целостности костной или хрящевой части одного или нескольких рёбер. Перелом одного ребра или переломы небольшого количества рёбер, не сопровождающиеся осложнениями и другими повреждениями, обычно срастаются самостоятельно и не требуют значительных вмешательств или иммобилизации.

## Эпидемиология
Переломы рёбер составляют 5-15% всех переломов.

## Этиология
Переломы рёбер возникают в результате ударов, падений на выступающие предметы, а также без прямой травмы (сдавление грудной клетки). Они могут возникать при различных опухолевых, инфекционных заболеваниях, остеопорозе (патологический перелом).

## Клиническая картина
Характерны жалобы на выраженную боль в грудной клетке, усиливающуюся при глубоком дыхании и кашле. Поэтому дыхание больного становится поверхностным, что увеличивает риск развития пневмонии как осложнения.
При осмотре можно выявить отставание грудной клетки в акте дыхания на стороне поражения, иногда в месте перелома обнаруживается отек. При пальпации в области перелома отмечают болезненность, нередко — крепитацию и деформацию в виде ступеньки. Характерен симптом «прерванного вдоха», который не выявляют при ушибе грудной клетки, — прерывание попытки сделать глубокий вдох из-за боли. Выявляют симптом Пайра (болезненность при наклонах в здоровую сторону) и симптом осевых нагрузок — при поочерёдном сдавливании грудной клетки в сагиттальной и фронтальной плоскостях, боль возникает в области дефекта кости, а не в месте сдавления.
Для исключения осложнений проводят пальпацию брюшной полости, аускультацию, измерение ЧСС и артериального давления. При повреждении лёгкого сломанным ребром может возникать кровохарканье, подкожная эмфизема, пневмо- или гемоторакс.

## Осложнения
- Повреждение внутренних органов или сосудов острым осколком ребра (например, лёгкого с развитием пневмо- или гемоторакса, сердца, печени, селезёнки, органов желудочно-кишечного тракта, межрёберных сосудов, почек), в частности приводящее к кровотечению.
- Флотация участка грудной стенки.
- Плевропульмональный шок.
- Подкожная эмфизема.
- Инфекционные осложнения (пневмония, гнойный плеврит).

## Диагностика
Проводят рентгенографию грудной клетки. Однако при данном методе не всегда удаётся выявить перелом. Поэтому диагноз перелома рёбер обычно устанавливают на основании клинических данных (анамнез, жалобы, объективные данные). Для исключения осложнений проводят клинический анализ крови и мочи.

## Заживление переломов ребер
Срастание перелома ребра происходит путём образования мозоли в три стадии: соединительнотканная мозоль, остеоидная мозоль, костная мозоль.

### Соединительнотканная мозоль
В месте перелома образуется скопление крови (гематома), в которую мигрируют фибробласты (клетки, вырабатывающие соединительную ткань).

### Остеоидная мозоль
Далее происходит превращение соединительной ткани в остеоидную за счет обызвествления (отложения неорганических соединений, составляющих основу нормальной кости). Раньше ошибочно остеоидную мозоль называли "хрящевой".

### Костная мозоль
Обогащаясь апатитами (гидроксиапатитами), остеоидная ткань превращается в костную. Сначала костная мозоль рыхлая, по размерам - больше поперечника сломанной кости. Затем начальная костная мозоль уменьшается в размерах, приобретает нормальную  архитектонику (фаза обратного развития костной мозоли).

## Лечение
При первой врачебной помощи вводят обезболивающее — 1 мл 2% промедола. На время транспортировки грудную клетку туго бинтуют.
В стационаре применяют спиртово-прокаиновую блокаду. Для этого в месте перелома вводят 10-15 мл 1-2% раствора прокаина и, не извлекая иглы, добавляют 1 мл 70% спирта. При устранении боли становится возможным глубокое дыхание и кашель. При сохранении боли блокаду повторяют через 2-3 дня. Назначают анальгин внутрь, отхаркивающие средства.
Ношение корсета или бандажа, бинтование грудной клетки, иногда наложение гипсовой повязки.
Употребление продуктов богатых кальцием и витаминов.

## Прогноз
Прогноз при неосложнённых переломах благоприятен и сращение происходит через 3-5 недель. При переломе нескольких рёбер  трудоспособность восстанавливается через 6-8 недель.